# Тарава (Львовская область)
Тарава (укр. Тарава) — село в Бисковичской сельской общине Самборского района Львовской области Украины.
Население по переписи 2001 года составляло 54 человека. Занимает площадь 1,3 км². Почтовый индекс — 81450. Телефонный код — 3236.